# 댄 고슬링
대니얼 "댄" 고슬링(Daniel "Dan" Gosling, 1990년 2월 1일 ~ )은 잉글랜드의 축구 선수이다. 현재 EFL 챔피언십의 왓퍼드 FC에서 뛰고 있다.
여러 포지션을 소화할 수 있지만 본인은 중앙 미드필더로 뛰는 것을 선호하며 왕성한 활동량을 가진 박스 투 박스 스타일의 미드필더이다.

## 클럽 경력

### 플리머스 아가일
그는 그의 고향 팀인 브릭섬 유나이티드 유소년 팀에서 뛰던 중 플리머스 아가일에 스카우트되어, 16세 310일의 나이로 프로 데뷔를 하게 된다. 2007년 사우샘프턴과의 경기에서는 풀타임을 소화하였고, 팀의 주전 수비수가 부상으로 빠지게 되자 오른쪽 미드필드에서 오른쪽 수비로 자리를 옮겼는데, 그 위치에서도 좋은 모습을 보여주었다. 이를 계기로 프리미어리그의 첼시등 여러 팀의 관심을 받게 된다.

### 에버턴
여러 팀의 관심을 받던 그는 2008년 1월 프리미어리그의 에버턴과 3년 계약을 맺었다. 2008년 12월 미들즈브러와의 원정 경기에서 데뷔전을 치뤘고, 이틀 후에 열린 선덜랜드와의 홈 경기에서 데뷔골을 터뜨렸다. 조금씩 기회를 늘려가던 그는 2009년 2월에 열린 지역 라이벌 리버풀과의 FA컵 4라운드 재경기에서 118분에 골을 기록하며 팬들의 엄청난 환호는 물론 언론들에 집중조명을 받게 되었고, 이 리버풀과의 경기에서 기록한 골은 에버턴의 팬들 사이에서 '이번 시즌의 골'에 뽑히기도 하였다.
2009-10 시즌, 그는 리그 경기의 대부분을 벤치에서 보내거나 교체로만 출장하였으나, 맨체스터 유나이티드같은 강팀들에게 골을 넣으며 강한 인상을 남겼다. 그러나 2010년 3월 울버햄프턴 원더러스 전에서 상대편 골키퍼인 마커스 하네만과 충돌로 인해 왼쪽 십자 인대가 파열되었고 시즌을 마감하고 만다.

### 뉴캐슬 유나이티드
그는 2010년 7월 뉴캐슬 유나이티드와 4년 계약을 맺었고, 등번호 15번을 배정받았다. 에버턴 시절 당한 부상으로 인해 1월 선덜랜드와의 더비 경기에서 데뷔했고, 이후 또 부상을 당해 시즌을 마감한다.
2011-12 시즌, 맨체스터 시티와의 원정 경기에서 데뷔골을 터뜨렸다.
이 득점으로 인해 그는 프리미어리그에서 뉴캐슬 소속으로 골을 기록한 100번째 선수가 되었다.

## 국가대표팀 경력
그는 2007년 3월에 클럽에서 좋은 모습을 보여 잉글랜드 U-17팀에 뽑혔고, UEFA 유럽 U-17 축구 선수권 대회와 2007년 FIFA U-17 월드컵에 참가하였다. 이후 U-18, U-19팀을 거쳤고, 2009년 잭 로드웰의 부상으로 U-21팀에 처음으로 차출되었다. 그리고 포르투갈과의 경기에서 추가 시간에 페이비언 델프와 교체되어 첫 경기를 치렀다.

## 경력 통계
2014년 5월 11일 기준
| 클럽              | 리그         | 시즌    | 리그 | 리그 | 국내 컵 | 국내 컵 | 리그 컵 | 리그 컵 | 대륙 대회 | 대륙 대회 | 통산 | 통산 |
| 클럽              | 리그         | 시즌    | 출장 | 득점 | 출장    | 득점    | 출장    | 득점    | 출장      | 득점      | 출장 | 득점 |
| ----------------- | ------------ | ------- | ---- | ---- | ------- | ------- | ------- | ------- | --------- | --------- | ---- | ---- |
| 플리머스 아가일   | 챔피언십     | 2006-07 | 12   | 2    | 2       | 0       | 0       | 0       | -         | -         | 14   | 2    |
| 플리머스 아가일   | 챔피언십     | 2007-08 | 10   | 0    | 0       | 0       | 0       | 0       | -         | -         | 10   | 0    |
| 에버턴            | 프리미어리그 | 2007-08 | 0    | 0    | 0       | 0       | 0       | 0       | 0         | 0         | 0    | 0    |
| 에버턴            | 프리미어리그 | 2008-09 | 11   | 2    | 6       | 1       | 0       | 0       | 0         | 0         | 17   | 3    |
| 에버턴            | 프리미어리그 | 2009-10 | 11   | 2    | 0       | 0       | 2       | 1       | 7         | 0         | 20   | 3    |
| 뉴캐슬 유나이티드 | 프리미어리그 | 2010-11 | 1    | 0    | 0       | 0       | 0       | 0       | -         | -         | 1    | 0    |
| 뉴캐슬 유나이티드 | 프리미어리그 | 2011-12 | 12   | 1    | 2       | 0       | 2       | 0       | -         | -         | 16   | 1    |
| 뉴캐슬 유나이티드 | 프리미어리그 | 2012-13 | 3    | 0    | 0       | 0       | 1       | 0       | 5         | 0         | 9    | 0    |
| 뉴캐슬 유나이티드 | 프리미어리그 | 2013-14 | 8    | 0    | 0       | 0       | 2       | 0       | -         | -         | 10   | 0    |
| 블랙풀 (임대)     | 챔피언십     | 2013-14 | 14   | 2    | 0       | 0       | 0       | 0       | -         | -         | 14   | 2    |
| 통산              | 통산         | 통산    | 82   | 9    | 10      | 1       | 7       | 1       | 12        | 0         | 111  | 11   |

## 참고 문헌
1. ↑  (영어) “Chelsea look at Argyle teenagers”. BBC 스포츠. 2007년 3월 1일. 2012년 10월 5일에 확인함.
2. ↑  (영어) “BLUES TO SEAL GOSLING”. 에버턴 공식 웹사이트. 2008년 1월 3일. 2014년 5월 21일에 원본 문서에서 보존된 문서. 2012년 10월 5일에 확인함.
3. ↑  (영어) “Middlesbrough 0-1 Everton”. BBC 스포츠. 2008년 12월 26일. 2012년 10월 5일에 확인함.
4. ↑  (영어) “Everton 3-0 Sunderland”. BBC 스포츠. 2008년 12월 28일. 2012년 10월 5일에 확인함.
5. ↑  (한국어) “19세 고슬링이 끝냈다…에버튼, 리버풀 꺾고 FA컵 16강행”. 뉴시스. 2009년 2월 5일. 2012년 10월 5일에 확인함.
6. ↑  (한국어) “에버턴 모예스 용병술 ´맨유 격침´”. 데일리안. 2010년 2월 21일. 2012년 10월 5일에 확인함.
7. ↑  (한국어) “(오피셜) 뉴캐슬, 英 유망주 고슬링 영입”. 데일리안. 2010년 7월 23일. 2012년 10월 5일에 확인함.
8. ↑  (영어) “Sunderland 1-1 Newcastle”. BBC 스포츠. 2011년 1월 16일. 2012년 10월 5일에 확인함.
9. ↑  (영어) “Man City 3-1 Newcastle”. BBC 스포츠. 2011년 11월 19일. 2012년 10월 5일에 확인함.
10. ↑  (영어) “Trouble in Gosling's nest”. FIFA 공식 웹사이트. 2007년 8월 17일. 2012년 11월 7일에 원본 문서에서 보존된 문서. 2012년 10월 5일에 확인함.